# Apoclea algirus
Apoclea algirus är en tvåvingeart som först beskrevs av Carl von Linné 1767.  Apoclea algirus ingår i släktet Apoclea och familjen rovflugor. Inga underarter finns listade i Catalogue of Life.